# Сем Воукс
Сем Воукс (англ. Sam Vokes, нар. 21 жовтня 1989, Саутгемптон, Англія) — валлійський футболіст, нападник клубу «Бернлі».
Виступав, зокрема, за клуби «Вулвергемптон» та «Бернлі», а також національну збірну Уельсу.

## Клубна кар'єра
Вихованець футбольної школи клубу «Борнмут».
5 жовтня 2006 року Сем Воукс дебютував у англійською клубі «Борнмут» в матчі проти клубу «Ноттінгем Форест» в першій лізі чемпіонаті Англії. Цей матч закінчився з рахунком 2:0 на користь «Борнмута». Свій перший гол Воукс забив 16 грудня 2006 року в матчі проти «Джиллінгема» (1:1). Після цього, завдяки хорошій формі, Воукс підписав з клубом свій перший професійний контракт. Воукс грав у «Борнмуті» до кінця сезону 2007/08, забивши в цей час 12 голів, однак, через вибування «Борнмута» у Другу лігу, для нього відкрилися більш перспективні можливості. Інтерес до Воуксу проявили «Ньюкасл», «Астон Вілла», «Евертон» та «Селтік».
23 травня 2008 року Воукс перейшов в «Вулвергемптон Вондерерз» з Чемпіоншіпу, підписавши контракт на чотири роки. Дебютним для Сема за «Вулвергемптон» став матч відкриття сезону 2008/09, в якому він, вийшовши на заміну, зрівняв рахунок, і його клуб закінчив матч проти клубу «Плімут Аргайл» внічию 1:1. Воукс на цьому не зупинився, і, почавши 13 вересня матч проти клубу «Чарльтон Атлетік» на лавці запасних, забив дубль. Можливість почати матч в основному складі випала Сему 10 квітня 2009 року в грі проти «Саутгемптона», в якій Воукс виправдав надії тренера, забивши перший гол своєї команди на першій же хвилині матчу, який закінчився з рахунком 3:0.
За підсумками сезону 2008/09 клуб зайняв 1 місце і вийшов до Прем'єр-ліги. Проте в елітному дивізіоні Воукс втратив місце в основі і зігравши лише 4 матчі в чемпіонаті у жовтні 2009 року був відданий в оренду в «Лідс Юнайтед» з Першої ліги. В подальшому здавався в оренду в нижчолігові клуби «Бристоль Сіті», «Шеффілд Юнайтед», «Норвіч Сіті», «Бернлі» та «Брайтон енд Гоув».
31 липня 2012 року підписав трирічний контракт з «Бернлі», з яким за підсумками сезону 2013/14 зайняв 2 місце в чемпіоншіпі та вийшов до Прем'єр-ліги. Проте у наступному сезоні клуб зайняв передостаннє, 19 місце і знову вилетів в нижчий дивізіон. Наразі встиг відіграти за клуб з Бернлі 123 матчі в національному чемпіонаті.

## Виступи за збірні
Сем Воукс народився в Англії, проте, переїхавши в Уельс, отримав можливість виступати під його прапором, завдяки своєму валлійській діду — Майклу Фінчу. 
6 лютого 2007 року він дебютував у складі молодіжної збірної Уельсу у відбірковому матчі молодіжного чемпіонату Європи проти молодіжної збірної Північної Ірландії (4:0). Всього на молодіжному рівні зіграв у 14 офіційних матчах, забив 4 голи.
28 травня 2008 року дебютував у складі національної збірної Уельсу у матчі проти збірної Ісландії. Під час відбору на чемпіонат світу 2010 року Воукс забив свій перший гол за збірну у матчі проти збірної Азербайджану 6 вересня 2008 року.
Наразі провів у формі головної команди країни 37 матчів, забивши 6 голів.